# Yukikoa akitai
Yukikoa akitai es una especie de coleóptero de la familia Cantharidae.

## Distribución geográfica
Habita en Japón.